# Corte dei conti (Grecia)
La Corte dei conti (in greco Ελεγκτικό Συνέδριο?, Elegktikó Synédrio) è una delle tre supreme magistrature della Grecia con funzioni di controllo sul bilancio dello Stato nonché di corte suprema in materia finanziaria e fiscale.